# 世良あさか
世良 あさか（せら あさか）は、日本の元AV女優。

## 略歴・人物
2019年9月、プレミアム専属女優としてAVデビュー。所属事務所はアルヴィロッソ。
2020年より専属を離れ、企画単体女優となる。
2020年10月、公式ツイッターで「AVから距離を置きツイッターを削除する」と引退を示唆する発言を行い、後日ツイッターは閉鎖された。
趣味・特技は旅行、AV鑑賞。

## 出演作品

### アダルトDVD
2019年
- 元地方局アナウンサーAVデビュー（9月7日、プレミアム）
- 元地方局アナウンサー 大痙攣 ビクビク絶頂3本番 Special（10月7日、プレミアム）
- 元地方局アナウンサー じゅっぽり舐めつくしフェラチオSPECIAL（11月7日、プレミアム）
- 潮吹きが止まらない ポルチオ開発マッサージ（12月7日、プレミアム）

2020年
- 120%リアルガチ軟派伝説 vol.82 in 大阪（3月20日、プレステージ）※「ともか」名義　他出演:めい、ゆみこ、みく、えみり
- 向かいの部屋の巨乳美女をこっそり覗いていると…恥じらいながらも誘惑し始め理性を失った僕は誘われるがまま…（3月20日、DOC）他出演:原花音、西村ニーナ、柚奈れい
- 巨乳すぎる姪っ子と狭いお風呂で2人きり! 可愛く爆乳に成長した姪っ子のおっぱいが当たりまくって思わずフル勃起してしまって…（3月20日、DOC）他出演:稲場るか、結々萌奈実、四葉さな
- 一般男女モニタリングAV×マジックミラー便コラボ企画 “フライト帰りのCAはチ○ポが欲しくてたまらない”という噂は本当か!? 大手航空会社勤務のキャビンアテンダントが黒パンスト美脚でフル勃起したデカチ○ポに自らまたがり腰振りガ二股騎乗位で連続中出し! 2 「あなたよりエロいCAさんを紹介してください」とお願いして来てもらった痴女CA 4人合計中出し12発（4月7日、ディープス）※「あや」名義　他出演:はるな、りさ、みゆき
- 恋愛に悩む10代女子○生が人生初の追い打ち中出しJ○ソープ体験!! 初めてのローションソーププレイでグチュグチュになったマ○コに素股からヌルっと生チ○ポ挿入!? ヌルヌルで敏感になりすぎたJ○のカラダは無限イキ!! 連続中出し4人合計12発! 2（4月17日、DOC）他出演:結々萌奈実、稲場るか、四葉さな
- 羞恥 生徒同士が男女とも全裸献体になって実技指導を行う質の高い授業を実践する看護学校実習 2020（4月23日、サディスティックヴィレッジ）共演:青山翔、唯乃光、桜井千春、大川月乃
- シロウト娘ナンパ狩り!! volume13 オジサンの事が好き過ぎる極エロ美女集めました 3（5月8日、プレステージ）他出演:笠木いちか、亜矢みつき、小梅えな
- 羞恥 新任女教師が学習教材にされる男子校の性教育生徒の目の前で無遠慮な指が膣に挿入される!プライドは崩壊するが、子宮の奥から愛液があふれ出る 3（5月8日、サディスティックヴィレッジ）他出演:姫野ことめ、唯乃光
- ガチナンパ! 大阪発! キスしただけでお口もマ○コもトロトロ! 涎とマン汁だだ漏れSEX 140イキ17発射!（5月15日、ナンパーズ）他出演:神野ひな、山口葉瑠、河北はるな、水咲結乃
- 血液型女子の取扱説明書(トリセツ)。 volume01（5月22日、プレステージ）他出演:結々萌奈実、心菜りお、椎名のあ
- 羞恥! 教員採用試験を合格した新任女教師 医師も看護師も男の病院で男性教諭と一緒に着任前健康診断を受けさせられる（7月23日、サディスティックヴィレッジ）他出演:穂高ひな、田中ねね
- 耐えたら賞金100万円! イッたらデカチン即ハメ! 高学歴巨乳女子大生イキ我慢チャレンジ! 人生初のクリトリス直撃 電マ責めで絶頂潮!潮!（8月13日、サディスティックヴィレッジ）他出演:穂高ひな、田中ねね
- マジックミラー号 「童貞くんのオナニーのお手伝いしてくれませんか…」 お昼休憩中のたわわなおっぱいを持つ白衣の巨乳ナースが赤面しつつも童貞くんを筆おろし!（9月10日、ディープス）※「なおみ」名義　他出演:さき、さおり、ゆな
- パートの人妻さんが若い従業員をこっそり連れ込んで楽しむヤリ部屋になっているバイト先の休憩室 15（10月1日、熟女JAPAN）※「みゆ」名義　他出演:まゆ
- 妄想アイテム究極進化シリーズ 真・時間が止まる腕時計 パート19 世良あさか SEXマネキン チャレンジ編（10月22日、ROCKET）
- SOD女子社員 第3回フェラチオシンデレラ選手権 撮りおろし 凄テク女子社員3名の決勝戦!&一挙公開 現役女子社員21名の予選大会! 濃厚ザーメン合計68発射精! 特大ボリューム2枚組480分スペシャル作品!（11月26日、SODクリエイト）※「朝本由依」名義　他出演:佐田千穂、杉山美玲、高木恵、矢作香澄、橘友美、川野由美子、赤堀真凛、星野優衣香、吉田香織、飯沼未来、澤村香、遠藤さくら、早苗双葉、叶野ひなた、前田音緒、桜庭洋子、松本千尋、片岡絵里、大隈涼子、三上江里
- 新「おばさんレンタル」サービス03 中出しセックスまでやらせてくれると評判の家事代行サービスにもっと過激な要求をしてみた（12月10日、熟女LABO）※「ゆり」名義　他出演:まこ
- 秋田で見つけた音大生が妊娠AVデビュー（12月25日、豊彦）※「蓮見いちか」名義

### VR
2020年
- いつも優しい先輩は淫らでセックス好きだった。先輩は酔うとキス魔。朝勃ちにムラッ気、我慢できずに「もっとナカに出してっ」（5月13日、KMPVR-bibi-）※「あさか」名義
- 舐めテク VR（5月23日、KMPVR）他出演:美谷朱里、堀沢ゆい、東條有希、三吉菜々、如月夏希、河北はるな、葉月もえ
- 蒸れた染み付きパンティを接写で見続けるVR（6月20日、KMPVR）他出演:美谷朱里、東條有希、高城ひかる、星仲ここみ、佐藤りこ、栗山絵麻、四葉さな
- 顔騎遊園（6月25日、KMPVR）他出演:如月夏希、新田みれい、笠木いちか、星仲ここみ、桜井千春、三吉菜々、小梅えな
- はみ出る剛毛VR（7月22日、KMPVR）他出演:奏音かのん、三船かれん、加賀美まり、星仲ここみ

### 配信限定
2020年
- 【初撮り】【清楚顔Gカップ】【何度も噴き出る..】綺麗な顔をしたG乳清楚美女を巨根で激しく刺激すれば、何度も潮を撒き散らし.. 【初撮り】ネットでAV応募→AV体験撮影 1167（1月24日、シロウトTV）※「あさか」名義
- 史上最強のドスケベ、A型女子降臨。徹底的に妥協できない潔癖っぷり!20歳の性豪美少女が連続潮吹きアクメの変態に豹変&顔射!!彼女の犯され願望を叶えちゃいますww（2月29日、SUKEKIYO）※「あすか」名義
- Gカップ幸薄系美女のパワースポットはジジチ○コ!?女運爆上げオジサンに言いなり従順な清楚系ドM!!日々のオナニー癖が抜けずフライング自慰が発覚!?お仕置き乳首ひねりで絶品ボディケイレンさせるド淫乱マインド…最高!!<おじさんずラブ010：あさか>（2月16日、プレステージプレミアム）※「あさか」名義
- あさちゃん（4月11日、おっぱい素人#3150）
- Gカップ巨乳の優しいナースさんに童貞クンのオナニーをサポートしてもらいました!そのまま筆おろし!! なおみ(25)（4月30日、SODクリエイト）※「なおみ」名義
- SOD女子社員 フェラチオシンデレラ選手権 予選E組 ムチムチストッキング3名 バキュームフェラ編!（5月1日、SODクリエイト）※「朝本由依」名義　他出演:早苗双葉、叶野ひなた
- ラグジュTV 1260 経験人数まさかの2人！？清純派の学校の先生が刺激を求めてAV出演!スレンダーボディに見事な美巨乳の女教師がチ●ポに跨り激しいく卑猥な騎乗位で乱れまくる!（5月15日、ラグジュTV）※「	瀬名歩美」名義
- 骨抜き♡蕩けるクチマンコでバキュームするおっとり癒し系美人の顔面にザーメン大量ぶっかけ顔射♡完全顔出♡個人撮影46（7月10日、すぺるまん@ふぇら大量顔射）※「すみれ」名義
- まかしー（7月21日、素人ホイホイpower）
- おっとり巨乳若妻25歳の濃厚ご奉仕フェラチオ&アナル舐め素人個人撮影24（7月22日、クチマン子ちゃん）
- 吸い込み顔がエロ過ぎるOLの濃密吸引フェラチオごっくん【おしゃぶりNo.36】（8月8日、フェラララ!!）